# ももいろクリスマス2011 さいたまスーパーアリーナ大会
『ももいろクリスマス2011 さいたまスーパーアリーナ大会』（ももいろクリスマスにせんじゅういち さいたまスーパーアリーナたいかい）は、ももいろクローバーZが2011年12月25日に開催したライブ。
Blu-ray & DVDとして発売されており、オリコン週間Blu-ray総合チャート第1位を獲得。DVDはレンタルにも対応している。

## 概要
グループ初のアリーナコンサートとなり、前年に初開催されたももクリの、約10倍となる1万人の観客が来場した。ライブ序盤の挨拶で高城れには泣きながら、「18年間生きてきた中で一番うれしかったクリスマスです。いまここから見ている景色が一番のプレゼントです」と感謝を示した。
さいたまスーパーアリーナで年末恒例となっていた格闘技大会PRIDEのオマージュが随所に見受けられ、レニー・ハートによる曲紹介が採用されたのもこのライブからである。
また、放送席が設けられライブの実況・解説が行われた。会場では開演前や衣装チェンジ中のみに限って音声が流れ、曲中も含めた全ての内容はBlu-rayディスクの副音声に収録されている。
- 実況　矢野武
- 解説　山里亮太、バナナマン、川上アキラ

Blu-rayディスクはオリコン週間チャートで初登場1位を獲得。グループとしてオリコンで1位を獲得した初めての作品となった（CDも含めて）。ロングセラーとなり、発売から1年後の2013年4月にはゴールドディスク認定（出荷枚数10万枚以上）となった。

## セットリスト
1. CONTRADICTION
2. BIONIC CHERRY
3. 労働讃歌
4. Believe
5. 天手力男
6. 全力少女
7. きみゆき
8. ピンキージョーンズ
9. キミとセカイ
10. ワニとシャンプー
11. Z伝説 〜終わりなき革命〜
12. D'の純情
13. キミノアト
14. words of the mind 〜brandnew journey〜
15. Chai Maxx
16. サンタさん
その後のももクリで恒例となる、高城れにのマジックショーが行われた。
17. ココ☆ナツ
18. スターダストセレナーデ
19. 白い風
会場で限定販売されたCDに収録[5]
20. ミライボウル
21. ツヨクツヨク
22. オレンジノート
23. ももクロのニッポン万歳!
24. コノウタ
25. 猛烈宇宙交響曲・第七楽章「無限の愛」（アンコール）
初披露曲。100名のコーラス隊と共に、マーティー・フリードマンがゲストとして登場しギター演奏を行った。
26. 行くぜっ!怪盗少女（アンコール）
27. あの空へ向かって（アンコール）

特典映像（DVD & Blu-ray）
バックステージ/オフショット

## 限定販売シングル「白い風」
「白い風」（しろいかぜ）は、この公演の会場などで限定販売されたももいろクローバーZのシングル。CDの販売終了後も音楽配信サイトでダウンロードが可能となっている。

### 収録曲
1. 白い風 [4:15]
作詞・作曲：多田慎也 / 編曲：生田真心
歌詞・動画 - 歌ネット 
  - アルバム『バトルアンドロマンス』に収録された「キミノアト」と同じ作詞、作曲、編曲者による楽曲。
  - 10周年BESTアルバム『MOMOIRO CLOVER Z BEST ALBUM「桃も十、番茶も出花」』＜初回限定 -モノノフパック-＞のファン投票企画で8位に選ばれている。
  - 2021年には、アレンジを一新した「白い風 -ZZ ver.-（ダブルゼータ バージョン）」を、有安杏果卒業後の4人バージョンとして制作。配信限定アルバム『ZZ’s II』に収録された。
2. We are UFI!!!（ウィー アー ユーフィー!!!） [5:03]
作詞・作曲・編曲：前山田健一
歌詞・動画 - 歌ネット 
  - テレビ東京『ウレロ☆未確認少女』エンディングテーマ。同番組内から生まれたアイドルグループ「未確認少女隊UFI」名義の楽曲。
3. サンタさん -DJ Taku's Christmas A-men Breaks-（サンタさん ディージェー タクズ クリスマス エーメン ブレークス） [4:14]
リミックス：☆Taku Takahashi（m-flo）
  - シングル「労働讃歌」に収録された「サンタさん」のリミックスバージョン。
4. サンタさん -Bloody Christmas Version-（サンタさん ブラッディー クリスマス バージョン） [5:01]
リミックス：NARASAKI
  - シングル「労働讃歌」に収録された「サンタさん」のリミックスバージョン。
5. 白い風（off vocal ver.）
6. We are UFI!!!（off vocal ver.）

当初販売されたCDは盤面に誤植があったため、回収・交換の措置が取られた。